# Motsamai Mpho
Motsamai Keyecwe Mpho (Bechuanalandia, 3 de febrero de 1921 - Gaborone, Botsuana, 28 de noviembre de 2012) fue un activista y político socialista africanista botsuano, considerado una de las principales figuras políticas de la transición del gobierno colonial británico de Bechuanalandia a la independencia como la moderna República de Botsuana.
A principios de la década de 1960 estuvo encarcelado en Pretoria, Sudáfrica, acusado de «traición». Durante esa época se casó con Onalepelo Hannah Macheng, el 7 de julio de ese año, y participó en fundar el primer partido político del país, el Partido Popular de Bechuanalandia (BPP), para luego separarse y fundar el Partido de la Independencia de Botsuana (BIP), que lideraría durante más de tres décadas. De origen setsuana, algunos historiadores le atribuyen la creación de la palabra «Botsuana» para nombrar a su país tras la independencia, en detrimento del nombre colonial. De ideales panafricanistas y opositor al gobierno de Seretse Khama, ejerció dos mandatos como diputado de la Asamblea Nacional de Botsuana en representación del distrito de Okavango entre 1969 y 1979, el único parlamentario de su partido, perdiendo su escaño en las elecciones de 1979.
En 1994, disolvió el BIP para fusionarlo con el Partido de la Libertad de Botsuana (BFP), fundando el Partido Independencia y Libertad (IFP) para las elecciones generales de ese año, en las que de todas formas fracasó en retornar al parlamento. Mpho murió en el Hospital Princes Marina en Botsuana el 28 de noviembre de 2012.